# Kampl (Gemeinde Neustift im Stubaital)
Kampl ist eine Siedlung in der Gemeinde Neustift im Stubaital im Bezirk Innsbruck-Land im Bundesland Tirol (Österreich).

## Geographie
Kampl liegt auf 978 m ü. A. am rechten Ufer der Ruetz rund 3 km nordöstlich bzw. talauswärts des Gemeindehauptortes Neustift. Im Norden wird der Ort vom Seibach begrenzt, im Osten vom Kampler Wald und im Westen von der Stubaitalstraße.

## Geschichte
Kampl entstand in der frühen Neuzeit als Söllner-Siedlung von Jägern und Kleinhäuslern. 1880 hatte der Ort 19 Häuser und 105 Einwohner, 1961 waren es 61 Häuser und 256 Einwohner und 1991 hatte Kampl 206 Häuser und 863 Einwohner. 1896 wurde die Marienkapelle erbaut.